# Strage della Mecca del 2024
La strage della Mecca accadde tra il 14 e il 19 giugno 2024 nella città santa dell'Islam, allorché fu colpita da un'intensa ondata di caldo che raggiunse picchi superiori a 50 °C. Dato l'elevatissimo afflusso di pellegrini intenti nell'hajj, le autorità dell'Arabia Saudita non furono in grado di gestire correttamente la circolazione dei fedeli, portando a forti sovraffollamenti, che risultarono in fenomeni di calca e diffusi colpi di sole e malori. In seguito a ciò, si registrarono più di un migliaio di vittime di varie nazionalità.

## Premesse
L'hajj è il pellegrinaggio sacro che un fedele mussulmano, almeno una volta nella vita, deve compiere verso i luoghi santi della Mecca e Medina. Grazie ai moderni mezzi di trasporto, compiere l'hajj nel XXI secolo è divenuto alla portata di milioni di fedeli mussulmani (solo nel 2023 1,84 milioni di persone raggiunsero La Mecca); a ciò tuttavia non è sempre corrisposto, da parte delle autorità dell'Arabia Saudita, un adeguato supporto infrastrutturale a sostegno dei bisogni dei pellegrini.
Soprattutto dopo il 2000 il sempre crescente numero di pellegrini, unito ad una gestione inadeguata da parte dei sauditi, ha portato all'occorrenza di numerosi incidenti. Le calche che spesso si verificano durante i transiti attorno alla Ka'ba provocano ogni anno svariate vittime. Nel crollo della Mecca del 2006 la distruzione di un ostello causò la morte di 76 pellegrini, mentre nel 2015 il collasso di una gru presso la Sacra Moschea provocò 111 vittime. La pandemia di COVID-19 in Arabia Saudita portò le autorità saudite ad impedire temporaneamente gli ingressi per l'hajj, ripresi tuttavia massicciamente non appena terminata la pandemia globale.
Date le elevate temperature estive della Mecca (dove anche in inverno raramente si hanno meno di 30 °C), nel XXI secolo le autorità saudite hanno cercato di migliorare le infrastrutture presenti nella città santa, costruendo in casi d'emergenza anche distributori d'acqua e impianti di nebulizzazione per dare almeno un temporaneo refrigerio ai pellegrini. L'Arabia Saudita, per evitare sovraffollamenti potenzialmente problematici nella città santa, rilascia ogni anno un limitato numero di permessi per compiere l'hajj, ma ciò non impedisce l'organizzazione di reti di pellegrinaggio alternative, tanto che nella sola prima metà del 2024 le autorità saudite hanno stimato l'arrivo di circa 171 000 pellegrini illegali, che spesso non hanno accesso all'assistenza ufficialmente predisposta.

## La strage
Nel giugno 2024 migliaia di pellegrini, molti dei quali giunti attraverso canali illegali, affollavano La Mecca. Dal 14 giugno le temperature nella città santa subirono una forte impennata, attestandosi spesso su 50 °C e oltre (massima registrata 51,8 °C il 17 giugno alla Grande Moschea), causando una grande ondata di colpi di sole e malori ai pellegrini senza accesso a mezzi di refrigerio, specialmente a donne e anziani. Migliaia di casi si ebbero specialmente durante le preghiere sul monte Arafat e il rito della lapidazione del diavolo, che avvengono in zone desertiche particolarmente esposte al sole cocente. A causa di ciò, si verificarono anche alcuni casi di panico e calca tra la folla, che provocarono almeno una vittima.
Data la loro presenza non ufficiale, molti dei coinvolti non poterono accedere alle cure mediche necessarie, soccombendo al caldo e alla sete. Le stesse autorità saudite, riconoscendo la gravità della situazione, calcolarono che di circa un migliaio di vittime riconosciute, più della metà erano pellegrini illegali giunti dall'Egitto. Dopo l'Egitto, il secondo paese più colpito fu l'Indonesia con 165 vittime, seguita dalla Giordania con 99, dall'India con 98 e dalla Tunisia con 49. Data la farraginosità del tracciamento dei pellegrini, si registrarono anche numerosi dispersi. Centinaia di vittime furono portate all'obitorio dell'ospedale di al-Muaisem, il più grande della Mecca, dove avvenne l'identificazione e il rimpatrio delle salme tramite le ambasciate delle nazionalità coinvolte.

## Conseguenze
La strage della Mecca causò immediate reazioni politiche in numerose nazioni mussulmane. L'Egitto formò un'unità di crisi, che revocò le licenze di sedici compagnie turistiche coinvolte nell'organizzazione illegale dei pellegrinaggi, le quali avrebbero quindi aggravato la situazione della città santa. Il presidente della Tunisia Kaïs Saïed invece licenziò il ministro degli Affari religiosi Ibrahim Chaibi, accusandolo di negligenza per non aver tutelato le vittime tunisine della strage e non aver saputo contrastare i pellegrinaggi illegali.